# Konrad Wimpina
Konrad Koch conocido como Konrad Wimpina (Buchen, c. 1460 - Amorbach, 17 de mayo de 1531), fue un humanista y teólogo católico.

## Biografía
Su apellido Wimpina se debe a que su familia tenía la ciudadanía en la ciudad imperial de Wimpfen. Allí fue  él, fraile del convento de los Dominicos y lector,  antes de matricularse en 1479 en la Universidad de Leipzig, donde en 1487 obtuvo la graduación en las siete Artes liberales. A continuación, estudió Teología graduándose en 1491. En 1494, fue primer  Rector de la Universidad de Leipzig. El 2 de abril de 1496, recibió en Merseburg la Ordenación sacerdotal. El 5 de enero de 1503, se doctoró en Teología y en 1505 nombrado rector de la Universidad de Frankfurt. Es coautor de la Confutatio Augustana, la respuesta católica a la Confesión de Augsburgo de 1530.
En su honor, tiene un epitafio en la iglesia de san Osvaldo en Buchen.

## Literatura
- Remigius Bäumer: Konrad Wimpina (1460-1531). En: Erwin Iserloh (Hrsg.): Katholische Theologen der Reformationszeit (= KLK : Vereinsschriften der Gesellschaft zur Herausgabe des Corpus Catholicorum. Tomo 3º). Capítulo 4º. Aschendorff, Münster 1987, ISBN 3-402-03346-1, P. 7–17.
- Adolf Brecher (1898), «Wimpina, Konrad», Allgemeine Deutsche Biographie (ADB) (en alemán) 43, Leipzig: Duncker & Humblot, pp. 330-335.
- Walther Killy: Literaturlexikon: Autores y obras en alemán (Tomo 15). Bertelsmann-Lexikon-Verlag, Gütersloh / Múnich 1988–1991 (CD-ROM: Berlín 1998, ISBN 3-932544-13-7).
- Josef Negwer: Konrad Wimpina: ein katholischer Theologe aus der Reformationszeit. Breslau 1909 (online; Nachdruck: Nieuwkoop 1967).

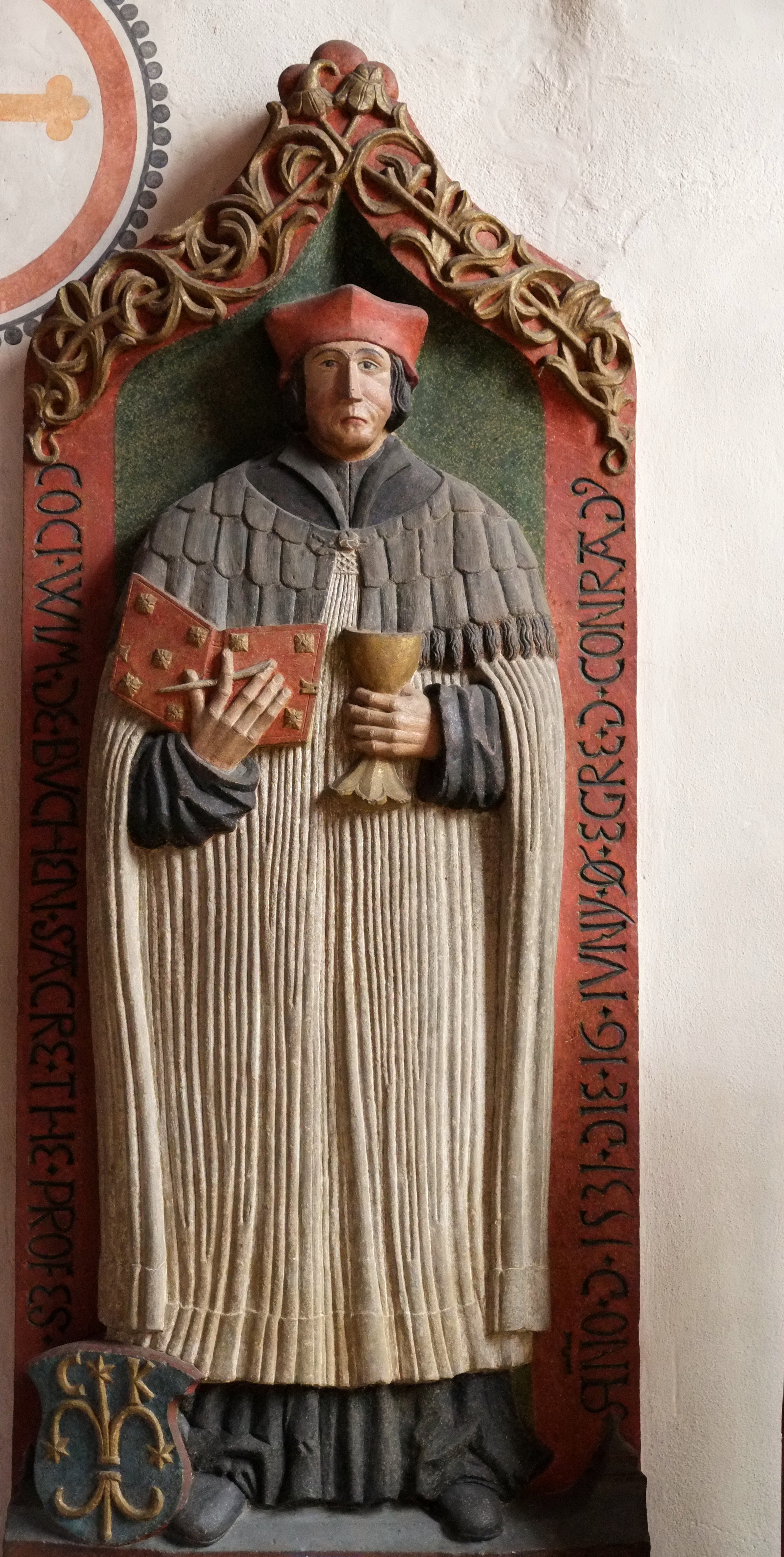
Epitafio para Konrad Wimpina en la Iglesia de S. Oswald en Buchen (Odenwald)